# Кенаса (Харків)
Харківська кенаса — культова споруда караїмів, пам'ятка архітектури кінця XIX століття.

## Історія
Перша харківська кенаса з'явилася в 1853 році у Подільському провулку, в колишньому будинку Ізмайлових. Молитовний будинок караїмів був затверджений урядом у 1873 році. На побудову окремої будівлі караїмської кенаси внесли кошти 36 караїмських сімей. Сучасна кенаса була побудована в 1891-1893 році за проєктом архітектора Бориса Покровського на розі Подільського провулку та Кузнечної вулиці.
Газзаном Харківської караїмської кенаси в 1871 році став Султанський Моше Маркович. З 1899 року по березень 1917 року старшим газзаном кенаси був Газзан Фенерлі Мордехай Елієзерович . З літа 1917 року до закриття кенаси у 1929 році настоятелем караїмської кенаси був газзан Шамаш Яків Борисович.
Караїмська громада була розпущена радянською владою в 1929 року. В будівлі кенаси влаштувався клуб-музей. Пізніше в будівлі розташовувалася транспортна організація. За радянських часів зовнішній вигляд будівлі зазнав змін: внутрішній простір був розділений на два поверхи, у зв'язку з чим змінені форма вікон і додані вікна другого поверху, зникли Скрижалі Заповіту, які прикрашали карниз, а також огорожа навколо будівлі.
На початку 1990-х років реєстрацією караїмського національно-культурного товариства «Карай» опікувався нащадок першого харківського газзана Валентин Капон-Іванов, композитор, диригент і педагог. У 1995 році товариство нарешті вдалося легалізувати. У 2006 році кенаса була повернута караїмській релігійній громаді. На сьогодні (2021 рік) харківська кенаса єдина на континентальній частині України, яку вдалося повернути караїмам. Пояснюється це нечисленністю караїмів, і, відповідно, браком коштів для відновлення і утримування кенаси.
Кенаса постраждала внаслідок обстрілів російських військ 31 березня 2022 р.

## Газзани
- Султанський Моше Маркович (1871)
- Фенерлі́ Мордехай Елієзерович (1899—1917)
- Шама́ш Яків Борисович (1917—1929)